# مصفوفة تنظيم الأقراص

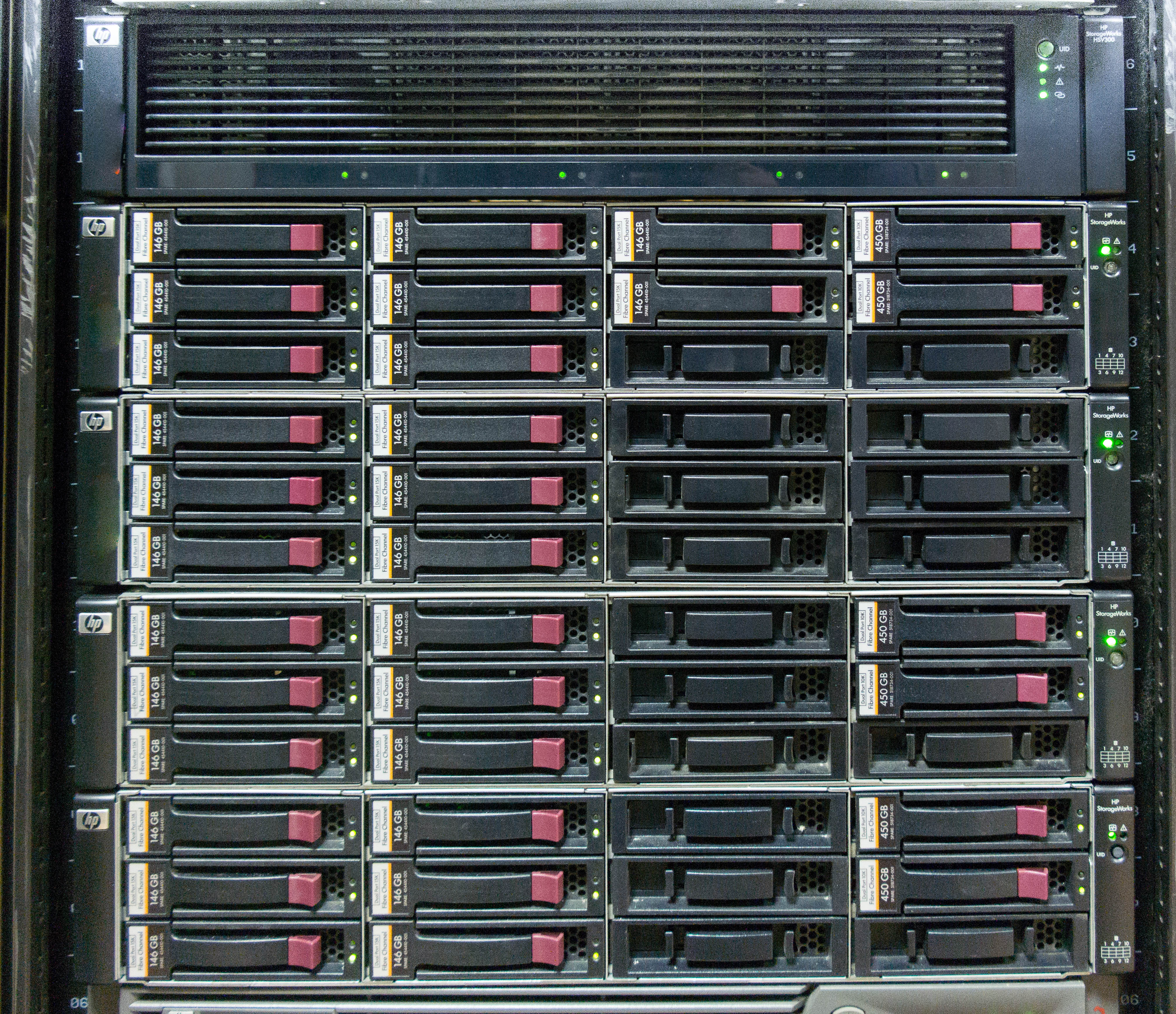
مصفوفة تخزين HP EVA4400، تتكون من مغلف وحدة تحكم 2U (في الأعلى) و4 أرفف قرصية

مصفوفة تنظيم الأقراص عبارة عن نظام تخزين على الأقراص يشمل محركات أقراص متعددة. وهي متمايزة عن مغلفات الأقراص، في أن المصفوفة بها ذاكرة مخبئية ووظائف متقدمة مثل ريد وإزالة البيانات المكررة وتعمية ومحاكاة افتراضية للتخزين.
وتشمل مكوناته:
- متحكمات مصفوفة تنظيم الأقراص.
- ذاكرة مخبئية بصورة ذاكرة الوصول العشوائي وذاكرة وميضية مستدامة غير متطايرة.
- مغلفات الأقراص المستخدمة لأقراص التخزين المغناطيسي والأقراص الصلبةو ووسائط التخزين الإلكترونية ذات الحالة الثابتة
- مزود طاقة

عادةً ما توفر مصفوفة تنظيم الأقراص مزيدًا من التوافر والمرونة وقابلية الصيانة باستخدام مكونات زائدة إضافية (وحدات التحكم، وإمدادات الطاقة، والمراوح، وما إلى ذلك)، وغالبًا ما تصل إلى النقطة التي يتم فيها التخلص من جميع نقاط الأعطال المفردة (SPOF) من التصميم. بالإضافة لذلك، غالباً ما تكون مكونات المصفوفة قابلة للتبديل السريع.
تُقسم مصفوفات القرص إلى فئات:
- مصفوفات تخزين ملحق بشبكة (NAS)
- مصفوفات شبكة تخزين (SAN):
  - مصفوفات SAN المعيارية
  - مصفوفات SAN متجانسة
  - مصفوفات تخزين المرافق
- محاكاة افتراضية للتخزين

أما أهم الشركات المنتجة لنظم التخزين فهي شركة كوريد، شبكات داتادايركت، شركة إي أم سي، فوجيتسو، مؤسسة هيوليت باكارد، هواوي، آي بي إم، نيتأب، إنفورتريند، أوراكل، باناساس، وغيرها من الشرات التي تعتبر بمثابة مصانع معدات أصلية للمزودين المذكورين أعلاه ولا تسوّق مكونات التخزين التي تصنعها بنفسها.